# Sitanion hansenii
Sitanion hansenii là một loài thực vật có hoa trong họ Hòa thảo. Loài này được (Scribn.) J.G.Sm. miêu tả khoa học đầu tiên năm 1899.